# Günthersdorf
Günthersdorf ist ein Ortsteil der Stadt Leuna im Saalekreis in Sachsen-Anhalt (Deutschland).

## Geografie

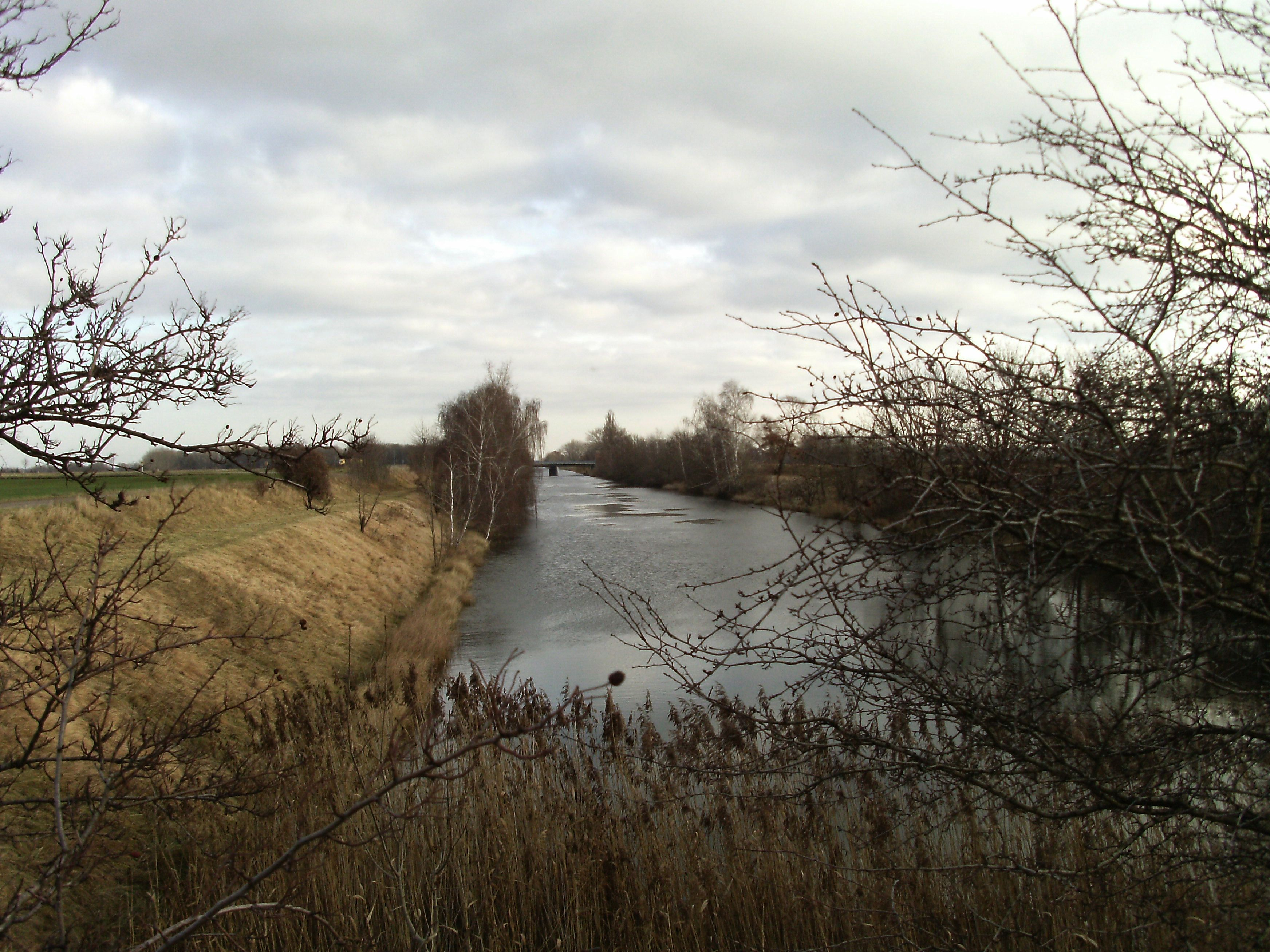
Das Westende des Kanals

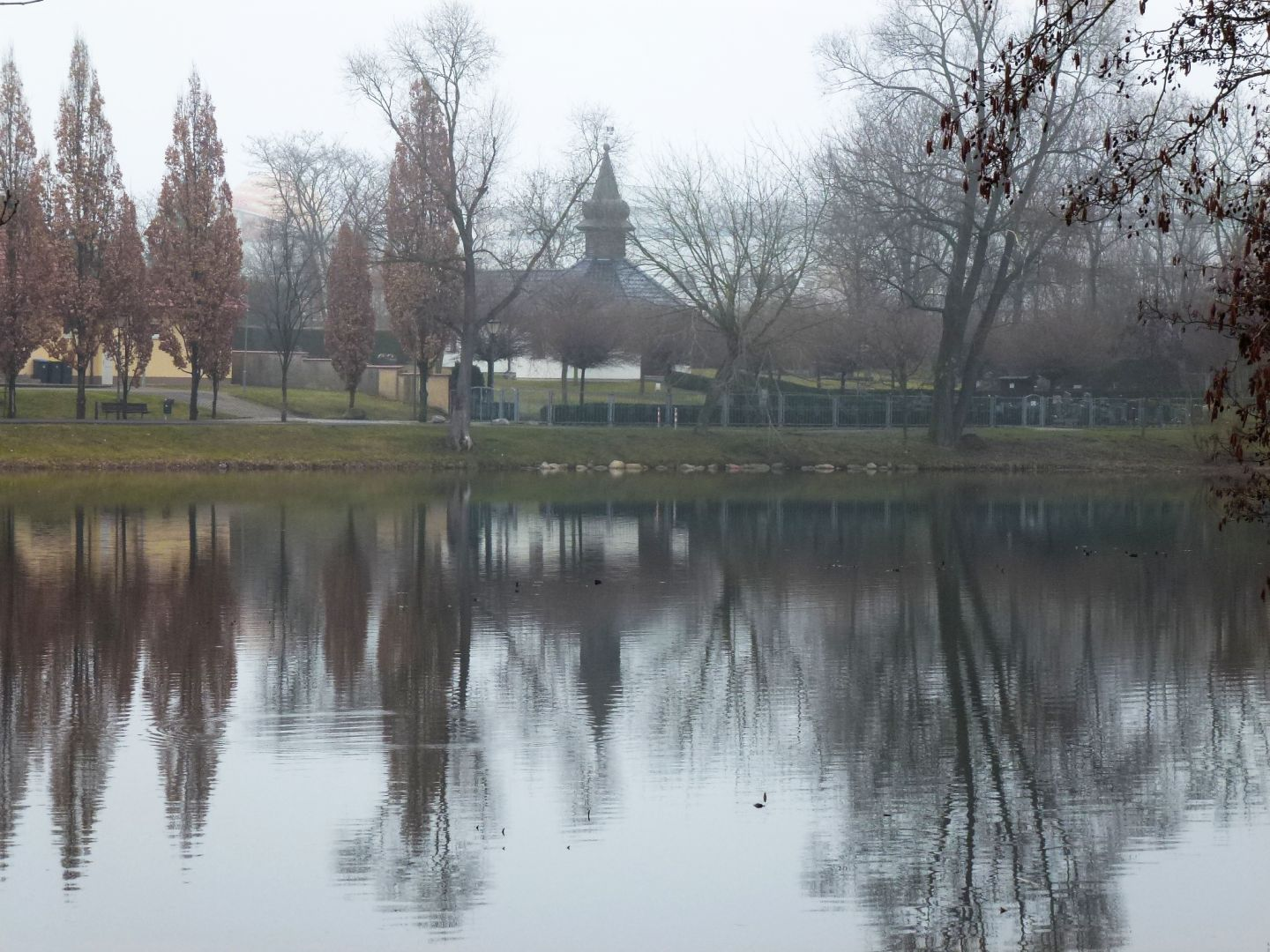
Teich

Günthersdorf liegt zwischen Merseburg und Leipzig südlich des Elster-Saale-Kanals, nördlich des Kanals erstreckt sich der Ortsteil Kötschlitz. Im Süden und Osten grenzt die Gemarkung Günthersdorf an Ortsteile von Markranstädt im Landkreis Leipzig (Sachsen). Das Westende des Kanals befindet sich wenige hundert Meter westlich von Günthersdorf.

## Geschichte

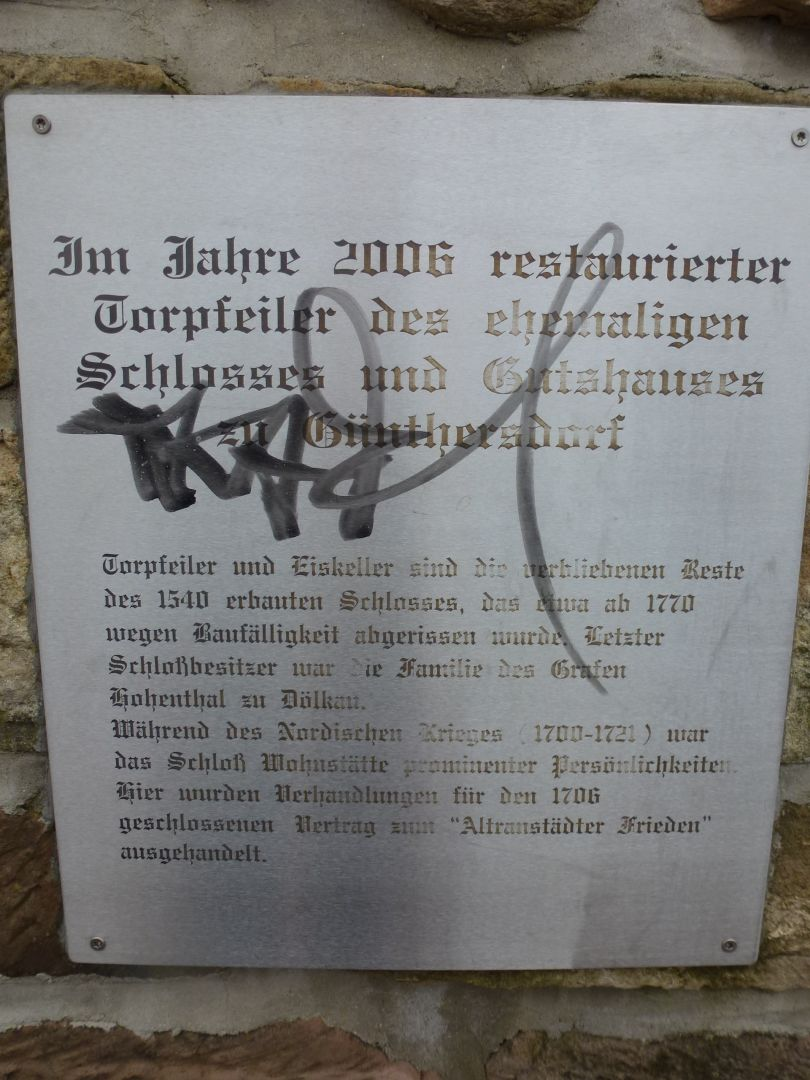
Tafel zur Erinnerung an das Schloss

Günthersdorf lag bis 1815 im hochstiftlich-merseburgischen Amt Schkeuditz, das seit 1561 unter kursächsischer Hoheit stand und zwischen 1656/57 und 1738 zum Sekundogenitur-Fürstentum Sachsen-Merseburg gehörte. Eine Tafel an einem Torpfeiler erinnert daran, dass das ab 1770 abgerissene Schloss 1540 erbaut wurde. In ihm wurden Verhandlungen zum Altranstädter Frieden geführt.
Durch die Beschlüsse des Wiener Kongresses wurde Günthersdorf mit dem Westteil des Amts Schkeuditz im Jahr 1815 an Preußen abgetreten. Bei der politischen Neuordnung Preußens wurde der Ort 1816 dem Kreis Merseburg im Regierungsbezirk Merseburg der Provinz Sachsen zugeteilt, zu dem er bis 1952 gehörte. Bei der Kreisreform in der DDR wurde Günthersdorf im Jahr 1952 dem Kreis Merseburg im Bezirk Halle zugeteilt, der 1994 im Landkreis Merseburg-Querfurt und 2007 zum Saalekreis kam.
Von 2006 bis 2009 gehörte Günthersdorf zur Verwaltungsgemeinschaft Leuna-Kötzschau. Die vormals selbständige Gemeinde wurde am 31. Dezember 2009 in die Stadt Leuna eingemeindet. Letzte Bürgermeisterin Günthersdorfs war Marianne Riemeyer.

## Wappen und Flagge
Blasonierung: „In Silber drei blaue Eichenblätter im Dreipass gestellt, rechts und links je eine Eichel.“
Günthersdorf führte bisher ein Bildsiegel, dessen Siegelbild ein belaubter Eichenzweig mit Eicheln darstellte. Diese Symbolik nimmt Bezug auf die am 22. März 1896 gepflanzte Kaiser-Wilhelm-Eiche, die das Wahrzeichen des Ortes ist und der zu Ehren man anlässlich des 100. Jubiläums ein Dorffest feierte.
Die Gemeinde beschloss am 18. Oktober 1995, die Eichenblätter und Eicheln auch in das Wappen des Ortes aufzunehmen. Da die traditionellen Farben der Gemeinde Blau und Weiß sind, wurden die Eichenblätter und Eicheln blau tingiert.
Das Wappen wurde vom Magdeburger Kommunalheraldiker Jörg Mantzsch gestaltet und ins Genehmigungsverfahren geführt.
Die Flagge Günthersdorfs zeigt die Farben Blau-Weiß mit dem mittig aufgelegten Wappen.

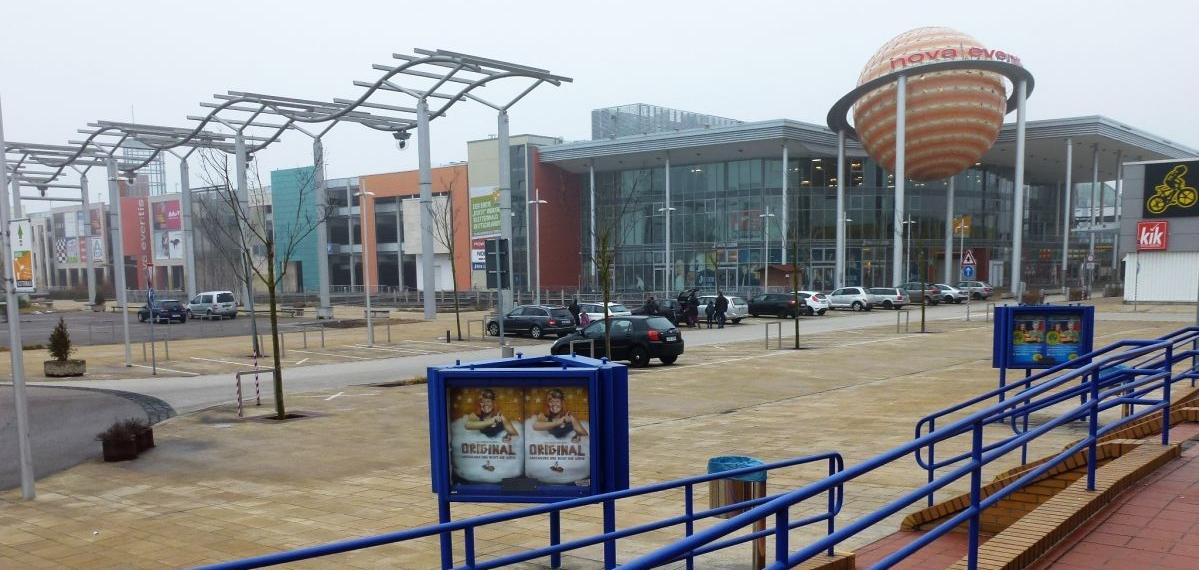
Einkaufszentrum Nova

## Wirtschaft und Infrastruktur

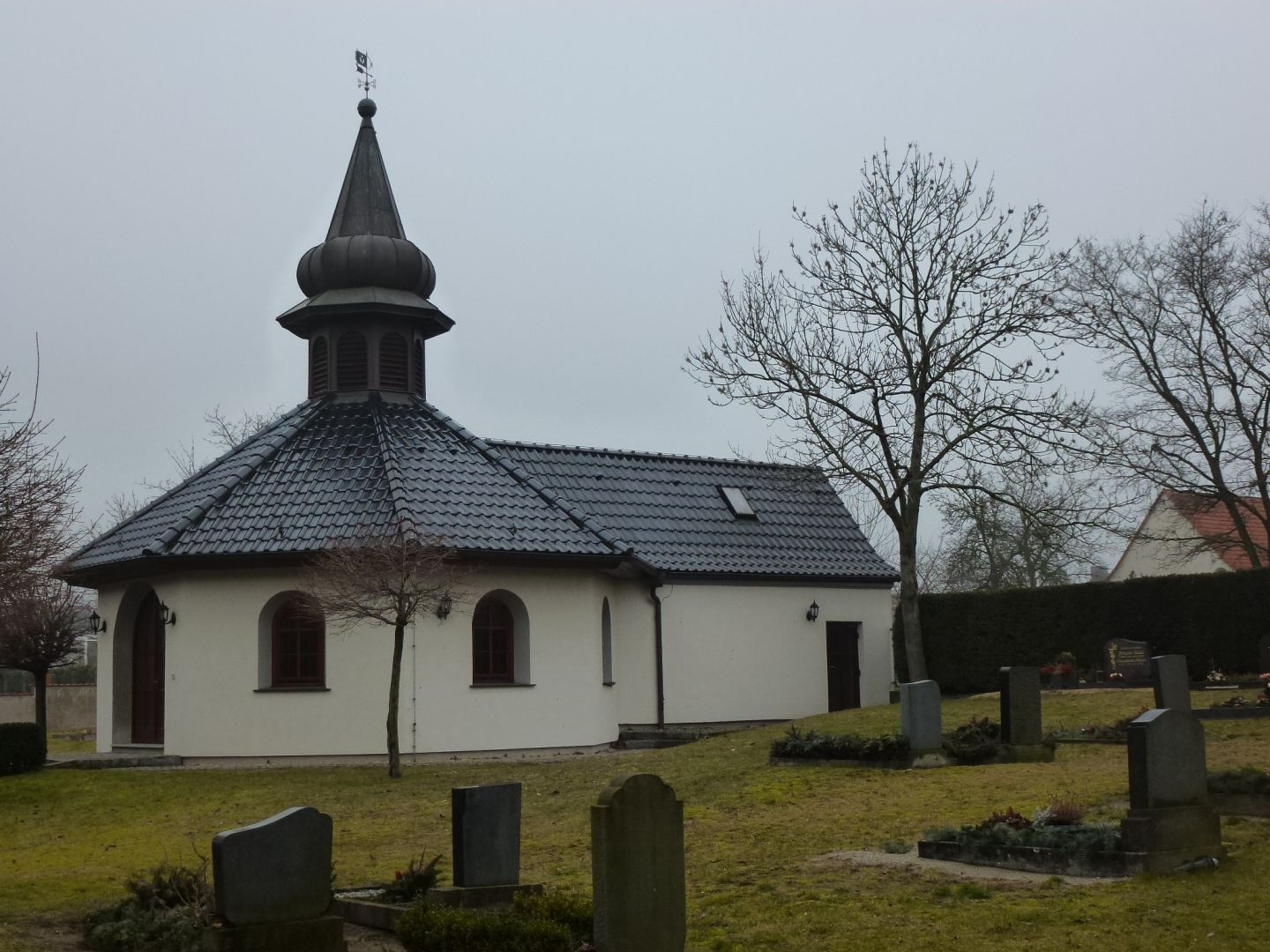
Friedhof mit Kapelle

Unmittelbar an der Grenze zu Sachsen liegt das Einkaufszentrum Nova (vorher Saale-Park) mit etwa 76.000 m² Einkaufsfläche sowie Restaurants und einem Kino.
Der Ort besitzt zwar eine Schulstraße, aber keine Schule. Stattdessen besuchen die Kinder die Thomas-Müntzer-Grundschule in Kötzschau oder aber die Sekundarschule Bertolt Brecht in Zöschen. Weiterführende Schulen befinden sich im ca. 14 km entfernten Merseburg.
Günthersdorf besitzt einen Friedhof mit Kapelle, aber keine Kirche.
Im Februar 2015 nahm das lt. Eigenwerbung modernste Spielcasino Deutschlands offiziell den Spielbetrieb auf.

### Verkehrsanbindung
Nahe Günthersdorf kreuzt die Bundesstraße 181 die Bundesautobahn 9 (Ausfahrt Leipzig-West).
Günthersdorf liegt im Verbundgebiet des Mitteldeutschen Verkehrsverbundes und ist durch die Personennahverkehrsgesellschaft Merseburg-Querfurt sowie die Leipziger Verkehrsbetriebe mit einer PlusBus- sowie weiteren Regionalbuslinien angebunden.